# Herb powiatu brzeskiego (małopolskiego)
Herb powiatu brzeskiego – jeden z symboli powiatu brzeskiego, autorstwa Wojciecha Drelicharza, Zenona Piecha oraz Barbary Widłak, ustanowiony 25 listopada 1999.

## Wygląd i symbolika
Herb przedstawia na tarczy w polu czerwonym pół srebrnego gryfa, bez szponów, o dziobie i języku złotym, z takąż przepaską zakończoną trójliściem przez skrzydło. 
Pół-Gryfa zaczerpnięto z herbu Brzeska (w którym występuje srebrny Gryf na czerwonym tle), a skrzydło z herbu województwa małopolskiego (Orzeł Biały na czerwonym tle). Uzasadnieniem jest trwająca przez kilka stuleci przynależność terytorialna obecnego powiatu brzeskiego do Małopolski oraz administracyjna i gospodarcza rola miasta Brzeska na obszarze powiatu.